# Onthophagus rubrescens
Onthophagus rubrescens är en skalbaggsart som beskrevs av Blanchard 1843. Onthophagus rubrescens ingår i släktet Onthophagus och familjen bladhorningar. Inga underarter finns listade i Catalogue of Life.